# Prionocrangon curvicaulis
Prionocrangon curvicaulis is een garnalensoort uit de familie van de Crangonidae. De wetenschappelijke naam van de soort is voor het eerst geldig gepubliceerd in 1960 door Yaldwyn.